# Helo Kraftfahrzeugbau Hermann & Lommatzsch
Helo Kraftfahrzeugbau Hermann & Lommatzsch war ein deutscher Hersteller von Kraftfahrzeugen. Andere Quellen verwenden die Schreibweise Helo-Kraftfahrzeugbau Herrmann & Lommatzsch, Kraftfahrzeugbau Lommatzsch und Kraftfahrzeugbau Lammatzsch.

## Unternehmensgeschichte
Das Unternehmen hatte seinen Sitz an der Köpenicker Straße Nr. 5 in Berlin-Köpenick. 1923 begann die Produktion von Motorrädern. Der Markenname lautete Helo. Personenkraftwagen entstanden je nach Quelle nur 1923, von 1923 bis 1924, nur 1924 oder von 1924 bis 1925. 1925 endete die Motorradproduktion.

## Fahrzeuge
Die Motorräder hatten Zweitaktmotoren von Bekamo, laut einer Quelle mit Ladepumpe. Der Hubraum betrug wahlweise 120 cm³ oder 150 cm³.
Das einzige Automodell war ein Dreirad. Eine Quelle bezeichnet es als eine Mischung aus Motorrad und Automobil. Ein Motor von DKW mit 3 PS Leistung war über dem einzelnen Vorderrad montiert und trieb es an. Eine weitere Quelle nennt einen luftgekühlten Einzylinder-Zweitaktmotor von DKW mit 147 cm³ Hubraum und 3 PS Leistung. Die offene Karosserie bot Platz für zwei Personen.